# تسرکویتسه ناد لووتشنوو
تسرکویتسه ناد لووتشنوو (به چکی: Cerekvice nad Loučnou) یک منطقهٔ مسکونی در جمهوری چک است که در ناحیه سویتاوی واقع شده‌است. تسرکویتسه ناد لووتشنوو ۸٫۲۹ کیلومتر مربع مساحت و ۸۴۱ نفر جمعیت دارد و ۲۹۴ متر بالاتر از سطح دریا واقع شده‌است.